# Louise Alenius
Louise Alenius Boserup (født 26. april 1978 i Charlottenlund, Danmark) er en dansk komponist som blandt andet har skrevet musik til balletterne Napoli (på Det Kongelige Teater) og Elefantmanden (Sommerballet 2013). 
Louise Alenius har udgivet fire plader, bl.a. Cours Lapin og Elephant Man, og har skabt Porøset på Det Kongelige Teater.
Alenius er udvalgt af Bent Fabricius-Bjerre til at modtage Carl Prisens særlige talentpris 2014.